# South Lanarkshire
South Lanarkshire (en gaèlic escocès: Siorrachd Lannraig a Deas) és un dels 32 consells unitaris (en anglès: council area) en què està dividida administrativament Escòcia. Limita amb els consells unitaris de Dumfries i Galloway, East Ayrshire, East Renfrewshire, Glasgow, North Lanarkshire, West Lothian i Scottish Borders. La capital administrativa és Hamilton. En vorejar pel costat sud-est la ciutat de Glasgow, la més poblada d'Escòcia, alberga en el seu territori part del seu entorn metropolità.
El consell unitari va ser format el 1996 per la unió dels districtes de Clydesdale, Hamilton, East Kilbride i altres àrees del districte de Glasgow, pertanyents a l'antiga regió de Strathclyde.

## Seu

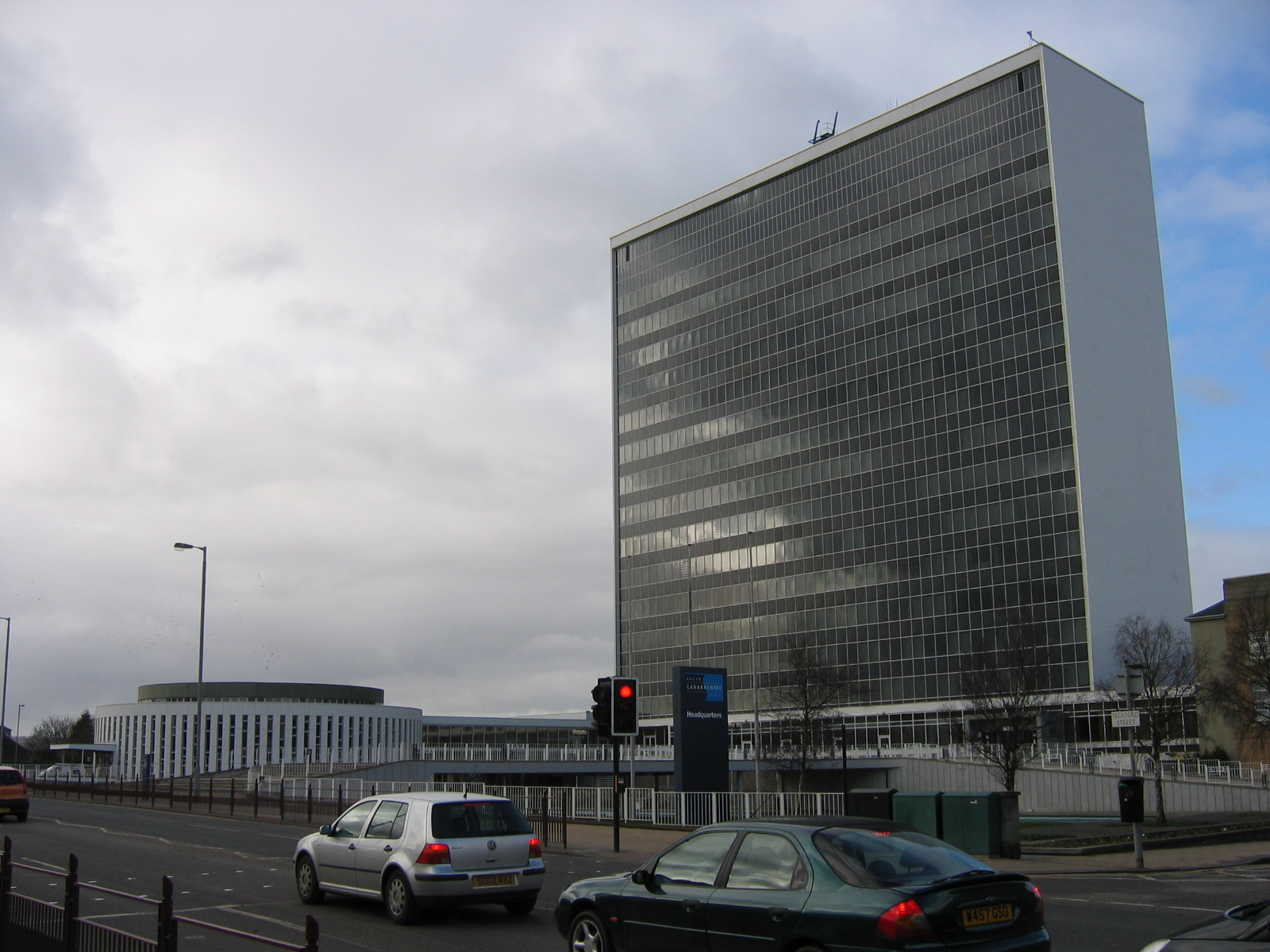
Seu del consell unitari de South Lanarkshire.

La seu del consell unitari de South Lanarkshire es troba a la ciutat de Hamilton. Va ser dissenyat per l'arquitecte del consell D. G. Bannerman i va ser edificat el 1963. El seu disseny està fortament influït per l'edifici de les Nacions Unides de Nova York, Estats Units, i constitueix un dels senyals d'identitat de Hamilton, ja que es pot veure des de bona part de la vall del riu Clyde.

## Principals poblacions
- Blantyre
- Cambuslang
- Carluke
- East Kilbride
- Hamilton
- Lanark
- Larkhall
- Rutherglen
- Strathaven